# Maksim Averin
Maksim Averin (en ucraïnès Максим Аверин; Lviv, 28 d'octubre de 1985) és un ciclista azerbaidjanès d'origen ucraïnès. Actualment milita a l'equip Synergy Baku Project.
És fill del ciclista soviètic Aleksandr Averin.

## Palmarès
- 2013
  - Vencedor d'una etapa a la Volta a la Xina I
- 2014
  - 1r al Poreč Trophy
- 2015
  -  Campió de l'Azerbaidjan en ruta
  -  Campió de l'Azerbaidjan en contrarellotge
  - Vencedor d'una etapa a la Volta a Eslovàquia
- 2016
  -  Campió de l'Azerbaidjan en ruta
  - Vencedor d'una etapa al Tour de l'Azerbaidjan